# Rivière la Martre
Rivière la Martre är ett vattendrag i Kanada.   Det ligger i territoriet Northwest Territories, i den centrala delen av landet, 3 200 km nordväst om huvudstaden Ottawa. Rivière la Martre ligger vid sjön Tayonton Lake.
Trakten runt Rivière la Martre är nära nog obefolkad, med mindre än två invånare per kvadratkilometer.